# Titan el robot
Titan el Robot  (a menudo denominado Titan) es un disfraz parcialmente mecanizado desarrollado por la compañía británica Cyberstein Robots. Mide aproximadamente 8 pies de alto y pesa 60 kg (9,4 st), lo que aumenta a 350 kg (55 st) incluyendo el carro en el que viaja y el equipo a bordo. La cara se asemeja a un cráneo, y algunos incluso lo han comparado con un Transformer. Titan ha actuado en una variedad de eventos públicos y privados, como los Juegos de la Commonwealth, los centros comerciales Bar Mitzvahs del Reino Unido, recaudación de fondos de televisión y conciertos en vivo. Ingresó al mercado chino en 2018 y fue operado por Tuxuan Robotics.

## Operación
La parte superior del cuerpo de Titan es controlada por el operador a través del panel del operador. La parte superior del operador se encuentra en el cofre del traje, donde hay una ventana de vidrio transparente unidireccional disponible para que el operador observe la situación que se avecina. Titán tiene un hombro, un brazo y una cabeza más altos que la cabeza del artista real (hasta 8 pies en total). La parte sobre su cofre es un mecanismo de control remoto. El operador en el cuerpo puede manipular la parte superior de Titán a través del panel de control en el cofre del cuerpo para completar varias instrucciones. Las acciones y los sonidos están preprogramados y se activan automáticamente cuando se realizan las acciones y comandos correspondientes. Titán puede identificar los objetos interactivos a través de la IA y recuperar automáticamente muestras interactivas. Su parte inferior del cuerpo está dirigida por el operador. La articulación activa en las nalgas es más ancha que el actor real. El propósito es hacer que el movimiento sea más mecánico. Explica por qué Titan es tan flexible y suave, por lo que es el más avanzado de la industria. Además, el cuerpo también puede ser controlado por un asistente externo, especialmente cuando el actor se encuentra con una crisis potencial que es impredecible. Un asistente, que observa a lo lejos, puede tomar el control remoto del cuerpo. (Por ejemplo, si un niño aparece en una zona visual ciega, el asistente puede hacerse cargo de la manipulación para evitar dañar a las personas que lo rodean).